# Gundsømagle Sø
Gundsømagle Sø är en sjö på ön Sjælland i Danmark. Den ligger i Region Själland, i den östra delen av landet. Gundsømagle Sø ligger 5 meter över havet och Hove Å är in- och utflöde.
Trakten runt Gundsømagle Sø består till största delen av jordbruksmark.